# بوار محمد کریم
بوار محمد کریم (عربی: بوار محمد كريم؛ زادهٔ ۴ مهٔ ۱۹۸۴) یک بازیکن فوتبال اهل سوئد است.